# Duff McKagan
Michael Andrew "Duff" McKagan (Seattle, Washington, 5 de febrer de 1964) és un músic estatunidenc, conegut per haver estat el baixista del grup de rock dur Guns N' Roses.

## Biografia
Duff McKagan va conèixer Slash i Steven Adler (que tocaven a Road Crew) per mitjà d'un anunci: "Es busca baixista que li agradi l'estil d'Aerosmith". Ell va respondre a l'anunci. Després de ser acceptat i començar a tocar, McKagan conèixer Axl Rose i Izzy Stradlin de Guns N' Roses. També integraven aquesta banda Tracii Guns i Rob Gardner, que més tard van anar de gira amb Hollywood Rose (ex banda d'Axl Rose i Izzy Stradlin) i Duff va cridar Steven Adler i Slash, que va acabar acceptant després d'haver estat rebutjat pel seu estil "bluesy".
Aquesta banda reconeguda mundialment va ser el començament de la carrera del baixista. Va pertànyer a Guns N' Roses fins a l'any 1998, any en què se'n va anar per "no aguantar més Axl Rose".
El 14 d'octubre de 2010 Duff va tornar a tocar amb la banda com convidat en el 02 Arena de Londres; segons Axl Rose va ser una coincidència: Al final del passadís del meu hotel se sentia una música molt forta i algú tocant i jo em preguntava que era allò, per la meva sorpresa Oh ... era Duff, McKagan va tocar amb el baix a You Could be Mine, la guitarra a Nice Boys i Knockin' on Heaven's Door i la pandereta i la guitarra que li va deixar Rhon Thal a Patience.

## Col·laboracions
- Iggy Pop - Brick By Brick (1990)
- Peace Choir - Give Peace A Chance
- Fastbacks - The Question Is No
- Corey Hart - Attitude & Virtue
- Gilby Clarke - Pawnshop Guitars
- Slash's Snakepit - It's 5 O' Clock Somewhere
- The Outpatience - Anxious Disease (Japan)
- Teddy Andreadis - Innocent Loser
- Izzy Stradlin - 117º
- Izzy Stradlin - Ain't It A Bitch
- Izzy Stradlin - Ride On
- The Presidents Of The United States Of America - Freaked Out And Small
- The Racketeers - Mad For The Racket
- Mark Lanegan - Field Songs
- Izzy Stradlin - River
- Izzy Stradlin - Underground (Promo)
- Zilch - Sky Jin
- Zilch - Charlie's Children (CD Single)
- Izzy Stradlin - On Down The Road (Japan)
- Burden Brothers - Queen O' Spades
- Alien Crime Syndicate - Break The Record
- Hulk - Banda sonora original de la pel·lícula
- Mark Lanegan - Bubblegum
- Slash - Slash (2010)